# فلاديمير تشيرنوف
فلاديمير تشيرنوف هو لاعب كرة قدم روسي في مركز الوسط، ولد في 15 يناير 1991 في قازان في روسيا. لعب مع روبين قازان.

## وصلات خارجية
- فلاديمير شيرنوف على موقع قاعدة بيانات كرة القدم.إي يو (الإنجليزية)
- فلاديمير شيرنوف على موقع Soccerway.com (الإنجليزية)